# Commodore PET 30xx
Commodore PET 30xx (PET 30xx) је серија професионалних рачунара фирме Комодор (Commodore) који је почео да се производи у САД током 1979. године. Позната је и као CBM 30xx серија.
Користио је MOS Technology 6502 микропроцесорску јединицу а RAM меморија рачунара је имала капацитет од 8, 16 или 32 k. 

## Детаљни подаци
Детаљнији подаци о рачунару PET 30xx су дати у табели испод.
|                       |                                      |
| [ 1 ]                 |                                      |
| Произвођач            | Комодор                              |
| Тип                   | професионални рачунар                |
| Меморија              | 8, 16 или 32 k                       |
| Поријекло             | Сједињене Америчке Државе            |
| Година                | 1979                                 |
| Тастатура             | тастатура, понекад калкулаторски тип |
| Процесор              |                                      |
| Фреквенција процесора | 1                                    |
| RAM                   | 8, 16 или 32 k                       |
| ROM                   | 14 k                                 |
| Текст                 | 40 x 25                              |
| Графика               | Нема                                 |
| Боја                  | монохром                             |
| Звук                  | непознато                            |
| Димензије             |                                      |
| Портови               |                                      |
| Оперативни систем     | [[]]                                 |